# Lista dos álbuns mais vendidos do século XXI

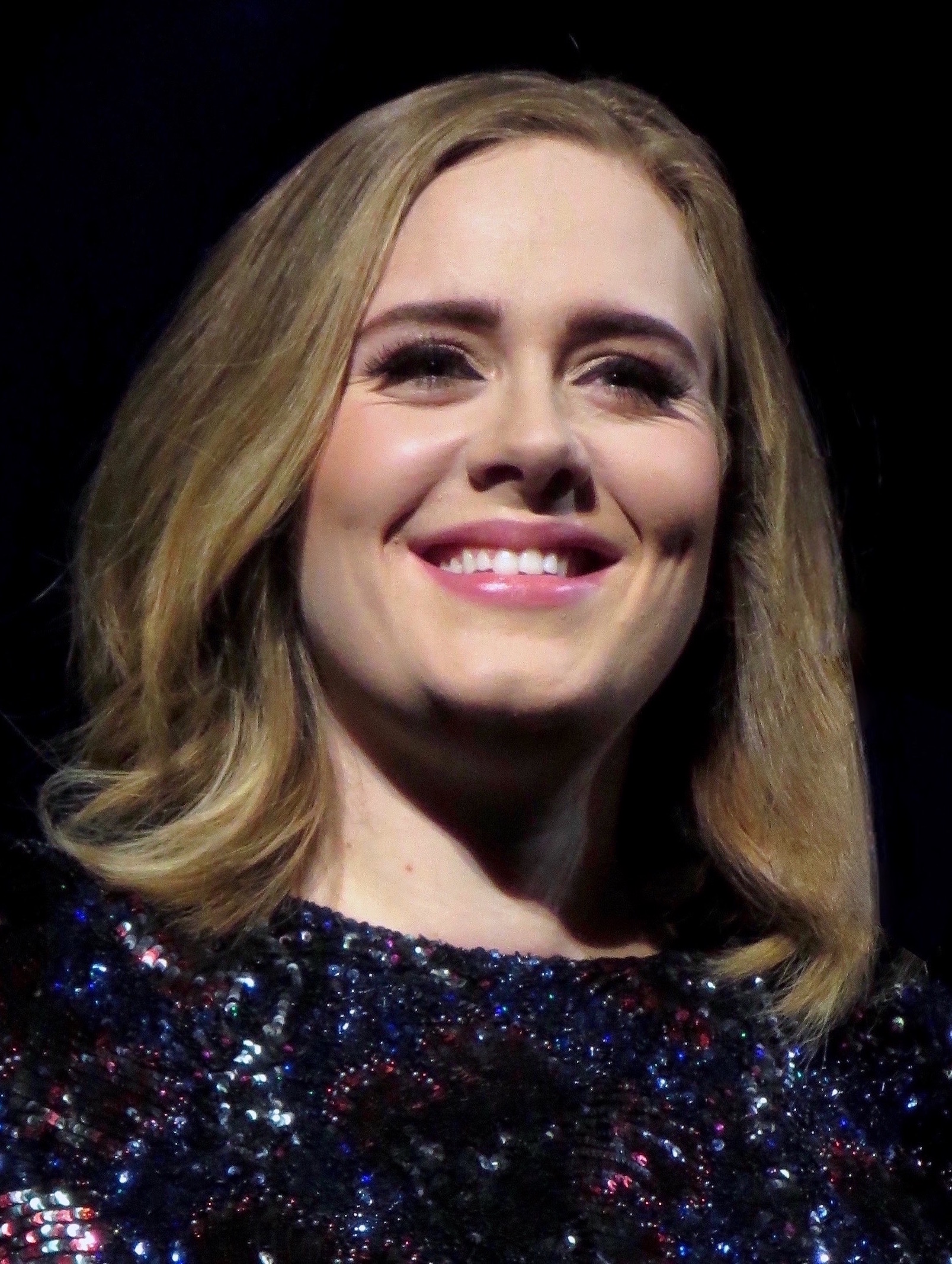
O álbum 21 de Adele é o álbum mais vendido do século XXI até o momento, com mais de 31 milhões de cópias vendidas mundialmente.

Essa é uma lista dos álbuns mais vendidos do século XXI até o momento, com base em certificações da IFPI e rastreamento de vendas da Nielsen SoundScan. Os critérios são que o álbum tenha sido publicado (incluindo autopublicação pelo artista), e o álbum deve ter vendido no mínimo 10 milhões de unidades a partir de 1º de janeiro de 2001. Unidades vendidas incluem cópias físicas e downloads digitais.

## Legenda
| Cores | Cores                    |
| ----- | ------------------------ |
|       | Álbuns de estúdio        |
|       | Coletâneas e compilações |
|       | Trilhas sonoras          |

## 30 milhões de cópias ou mais
| Ano de lançamento | Álbum         | Artista(s)  | Nacionalidade  | Vendas mundiais (em milhões) | Ref(s) |
| ----------------- | ------------- | ----------- | -------------- | ---------------------------- | ------ |
| 2011              | 21            | Adele       | Reino Unido    | 31.0                         | [ 1 ]  |
| 2000              | Hybrid Theory | Linkin Park | Estados Unídos | 30.0                         | [ 2 ]  |

## 20–29 milhões de cópias
| Ano de lançamento | Álbum             | Artista(s)  | Nacionalidade  | Vendas mundiais (em milhões) | Ref(s) |
| ----------------- | ----------------- | ----------- | -------------- | ---------------------------- | ------ |
| 2002              | The Eminem Show   | Eminem      | Estados Unidos | 27.0                         | [ 3 ]  |
| 2002              | Come Away with Me | Norah Jones | Estados Unidos | 27.0                         | [ 4 ]  |
| 2015              | 25                | Adele       | Reino Unido    | 23.0                         | [ 5 ]  |

## 13–19 milhões de cópias
| Ano de lançamento | Álbum                       | Artista(s)    | Nacionalidade  | Vendas mundiais (em milhões) | Ref(s) |
| ----------------- | --------------------------- | ------------- | -------------- | ---------------------------- | ------ |
| 2003              | Fallen                      | Evanescence   | Estados Unidos | 17.0                         | [ 6 ]  |
| 2002              | A Rush of Blood to the Head | Coldplay      | Reino Unido    | 17.0                         | [ 7 ]  |
| 2002              | Let Go                      | Avril Lavigne | Canadá         | 16.0                         | [ 8 ]  |
| 2003              | Meteora                     | Linkin Park   | Estados Unidos | 16.0                         | [ 9 ]  |
| 2006              | Back to Black               | Amy Winehouse | Reino Unido    | 16.0                         | [ 10 ] |
| 2004              | Confessions                 | Usher         | Estados Unidos | 15.0                         | [ 11 ] |
| 2004              | American Idiot              | Green Day     | Estados Unidos | 15.0                         | [ 12 ] |
| 2010              | Doo-Wops & Hooligans        | Bruno Mars    | Estados Unidos | 15.0                         | [ 13 ] |
| 2001              | Laundry Service             | Shakira       | Colômbia       | 13.0                         | [ 14 ] |
| 2001              | Missundaztood               | Pink          | Estados Unidos | 13.0                         | [ 15 ] |
| 2001              | Aaliyah                     | Aaliyah       | Estados Unidos | 13.0                         | [ 16 ] |
| 2005              | X&Y                         | Coldplay      | Reino Unido    | 13.0                         | [ 17 ] |
| 2005              | Curtain Call: The Hits      | Eminem        | Estados Unidos | 13.0                         | [ 18 ] |

## 10–12 milhões de cópias
| Ano de lançamento | Álbum                                     | Artista(s)         | Nacionalidade   | Vendas mundiais (em milhões) | Ref(s)              |
| ----------------- | ----------------------------------------- | ------------------ | --------------- | ---------------------------- | ------------------- |
| 2001              | Songs in A Minor                          | Alicia Keys        | Estados Unidos  | 12.0                         | [carece de fontes?] |
| 2002              | A New Day Has Come                        | Celine Dion        | Canadá          | 12.0                         | [carece de fontes?] |
| 2003              | Get Rich or Die Tryin'                    | 50 Cent            | Estados Unidos  | 12.0                         | [ 19 ]              |
| 2003              | Life for Rent                             | Dido               | Reino Unido     | 12.0                         | [ 20 ]              |
| 2004              | Feels Like Home                           | Norah Jones        | Estados Unidos  | 12.0                         | [ 21 ]              |
| 2004              | Breakaway                                 | Kelly Clarkson     | Estados Unidos  | 12.0                         | [ 22 ]              |
| 2006              | Loose                                     | Nelly Furtado      | Canadá          | 12.0                         | [ 23 ]              |
| 2008              | Fearless                                  | Taylor Swift       | Estados Unidos  | 12.0                         | [ 24 ]              |
| 2011              | Christmas                                 | Michael Bublé      | Canadá / Itália | 12.0                         | [ 25 ]              |
| 2003              | Dangerously in Love                       | Beyoncé            | Estados Unidos  | 11.0                         | [ 26 ]              |
| 2004              | Back to Bedlam                            | James Blunt        | Reino Unido     | 11.0                         | [ 27 ]              |
| 2004              | Encore                                    | Eminem             | Estados Unidos  | 11.0                         | [ 28 ]              |
| 2005              | All the Right Reasons                     | Nickelback         | Canadá          | 11.0                         | [ 17 ]              |
| 2001              | Survivor                                  | Destiny's Child    | Estados Unidos  | 10.0                         | [ 29 ]              |
| 2001              | Silver Side Up                            | Nickelback         | Canadá          | 10.0                         | [ 17 ]              |
| 2001              | Britney                                   | Britney Spears     | Estados Unidos  | 10.0                         | [ 30 ]              |
| 2002              | Songs About Jane                          | Maroon 5           | Estados Unidos  | 10.0                         | [ 31 ]              |
| 2002              | Stripped                                  | Christina Aguilera | Estados Unidos  | 10.0                         | [ 32 ]              |
| 2002              | Justified                                 | Justin Timberlake  | Estados Unidos  | 10.0                         | [carece de fontes?] |
| 2003              | Number Ones                               | Michael Jackson    | Estados Unidos  | 10.0                         | [ 33 ]              |
| 2004              | Under My Skin                             | Avril Lavigne      | Canadá          | 10.0                         | [ 8 ]               |
| 2005              | The Emancipation of Mimi                  | Mariah Carey       | Estados Unidos  | 10.0                         | [ 34 ]              |
| 2005              | Confessions on a Dance Floor              | Madonna            | Estados Unidos  | 10.0                         | [ 35 ]              |
| 2006              | FutureSex/LoveSounds                      | Justin Timberlake  | Estados Unidos  | 10.0                         | [carece de fontes?] |
| 2008              | I Am... Sasha Fierce                      | Beyoncé            | Estados Unidos  | 10.0                         | [ 36 ]              |
| 2008              | Viva la Vida or Death and All His Friends | Coldplay           | Reino Unido     | 10.0                         | [ 17 ]              |
| 2009              | I Dreamed a Dream                         | Susan Boyle        | Reino Unido     | 10.0                         | [carece de fontes?] |
| 2010              | Recovery                                  | Eminem             | Estados Unidos  | 10.0                         | [ 37 ]              |
| 2014              | 1989                                      | Taylor Swift       | Estados Unidos  | 10.0                         | [ 38 ]              |

## Álbum mais vendido por ano
Os gráficos dos álbuns mais vendidos por ano no mundo são compilados pela Federação Internacional da Indústria Fonográfica (IFPI) anualmente desde 2001. Esses gráficos são publicados em seus dois relatórios anuais, o Digital Music Report e o Recording Industry in Numbers. Tanto o Digital Music Report quanto o Recording Industry in Numbers foram substituídos em 2016 pelo Global Music Report.
| Ano  | Álbum                                     | Artista(s)                     | Nacionaidade          | Vendas (em milhões) | Ref(s)              |
| ---- | ----------------------------------------- | ------------------------------ | --------------------- | ------------------- | ------------------- |
| 2001 | Hybrid Theory                             | Linkin Park                    | Estados Unidos        | 8.5                 | [ 40 ]              |
| 2002 | The Eminem Show                           | Eminem                         | Estados Unidos        | 13.9                | [ 41 ]              |
| 2003 | Come Away with Me                         | Norah Jones                    | Estados Unidos        | 13.0                | [ 42 ]              |
| 2004 | Confessions                               | Usher                          | Estados Unidos        | 12.0                | [carece de fontes?] |
| 2005 | X&Y                                       | Coldplay                       | Reino Unido           | 8.3                 | [ 43 ]              |
| 2006 | High School Musical                       | Vários Artistas                | —                     | 7.0                 | [ 44 ]              |
| 2007 | High School Musical 2                     | Vários Artistas                | —                     | 6.0                 | [ 45 ]              |
| 2008 | Viva la Vida or Death and All His Friends | Coldplay                       | Reino Unido           | 6.8                 | [ 46 ]              |
| 2009 | I Dreamed a Dream                         | Susan Boyle                    | Reino Unido           | 6.4                 | [ 47 ]              |
| 2010 | Recovery                                  | Eminem                         | Estados Unidos        | 5.2                 | [ 48 ]              |
| 2011 | 21                                        | Adele                          | Reino Unido           | 18.1                | [ 41 ]              |
| 2012 | 21                                        | Adele                          | Reino Unido           | 8.3                 | [carece de fontes?] |
| 2013 | Midnight Memories                         | One Direction                  | Reino Unido / Irlanda | 4.0                 | [carece de fontes?] |
| 2014 | Frozen                                    | Vários Artistas                | —                     | 10.0                | [ 49 ]              |
| 2015 | 25                                        | Adele                          | Reino Unido           | 17.4                | [ 50 ]              |
| 2016 | Lemonade                                  | Beyoncé                        | Estados Unidos        | 2.5                 | [ 51 ]              |
| 2017 | ÷                                         | Ed Sheeran                     | Reino Unido           | 6.1                 | [ 52 ]              |
| 2018 | The Greatest Showman                      | Hugh Jackman & Vários Artistas | —                     | 3.5                 | [ 53 ]              |
| 2019 | 5x20 All the Best!! 1999–2019             | Arashi                         | Japão                 | 3.3                 | [ 54 ]              |
| 2020 | Map of the Soul: 7                        | BTS                            | Coréia do Sul         | 4.8                 | [ 55 ]              |
| 2021 | 30                                        | Adele                          | Reino Unido           | 4.6                 | [ 56 ]              |
| 2022 | Greatest Works of Art                     | Jay Chou                       | Taiwan                | 7.2                 | [ 57 ]              |
| 2023 | FML                                       | Seventeen                      | Coréia do Sul         | 6.4                 | [ 58 ]              |
| 2024 | The Tortured Poets Department             | Taylor Swift                   | Estados Unidos        | 5.6                 | [ 59 ]              |